# La Ménitré
La Ménitré ist eine französische Gemeinde mit 2.057 Einwohnern (Stand: 1. Januar 2022) im Département Maine-et-Loire in der Region Pays de la Loire. La Ménitré gehört zum Arrondissement Saumur und zum Kanton Angers-7. Die Einwohner werden Ménitréen genannt.

## Geografie
La Ménitré liegt in der Landschaft Baugeois an der Loire. Im Norden begrenzt der Fluss Authion die Gemeinde. Umgeben wird La Ménitré von den Nachbargemeinden Beaufort-en-Anjou im Norden und Osten, Gennes-Val-de-Loire im Süden, Loire-Authion im Westen sowie Mazé-Milon im Nordwesten.
Der Ort hat einen Bahnhof an der Bahnstrecke Tours–Saint-Nazaire.

## Bevölkerungsentwicklung
| Jahr      | 1962 | 1968 | 1975 | 1982 | 1990 | 1999 | 2006 | 2012 | 2018 |
| Einwohner | 1243 | 1179 | 1503 | 1708 | 1780 | 1899 | 2053 | 2124 | 2056 |

## Sehenswürdigkeiten

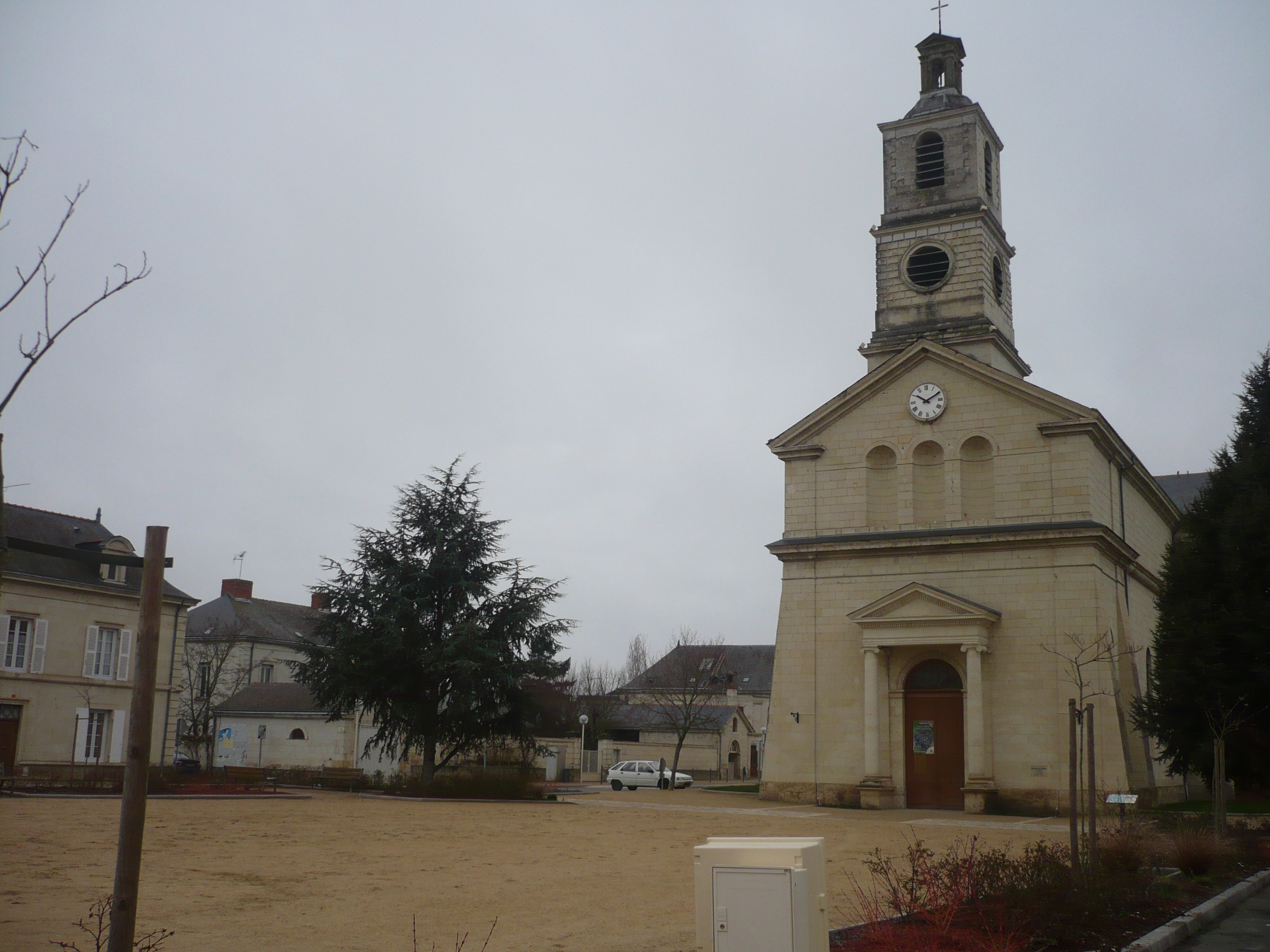
Kirche Saint-Jean-Baptiste

- Kirche Saint-Jean-Baptiste, seit 1992 Monument historique
- Herrenhaus von La Ménitré, seit 1928 Monument historique
- Herrenhaus Jeanne de Laval aus dem 15. Jahrhundert
- Mühle Le Goislard aus dem 18. Jahrhundert und die so genannte Jungfrauenmühle
- Wohnhaus des Lyrikers Marc Leclerc
- Arboretum
- Flussinsel Île de Baure

## Persönlichkeiten
- Marc Leclerc (1874–1946), Lyriker